# Dschamdschamāl
Dschamdschamāl (arabisch جمجمال, DMG Ǧamǧamāl, kurdisch چه‌مچه‌ماڵ Çemçemal) ist eine Stadt in der Autonomen Region Kurdistan im Irak. Sie liegt im Nordosten des Landes, im Gouvernement As-Sulaimaniyya nahe Iran. Dschamdschamāl ist auch Hauptort des gleichnamigen Distriktes Dschamdschamāl. Sie befindet sich auf halbem Weg zwischen den Großstädten Kirkuk und Sulaimaniyya. Zur Einwohnerzahl Dschamdschamāls existieren keine verlässlichen aktuellen Angaben, sie dürfte aber nach Schätzungen bei über 100.000 liegen (Stand 2012).